# Ubirajara Alcântara
Ubirajara da Silva Alcântara (27 de fevereiro de 1946) é um ex-futebolista brasileiro que atuava como goleiro.

## Biografia
Começou sua carreira no Flamengo em 1959 e é um dos grandes goleiros da história do clube. Foi campeão infanto-juvenil e juvenil naquele ano e pentacampeão de aspirantes em 1965, quando foi convocado para seleção brasileira de amadores a qual conquistou o tetra campeão brasileiro do IV centenário do Rio de Janeiro. Em 1966, tornou-se profissional de futebol do Flamengo com 20 anos no qual permaneceu na base durante 7 anos. Em 1969 foi emprestado para o Fluminense de Feira de Santana, sagrando-se campeão baiano, retornando no início de 1970 para a Gávea.
É considerado o primeiro goleiro brasileiro a marcar um gol de sua própria área, feito alcançado em 19 de setembro de 1970 durante uma partida contra o Madureira. A marca também lhe valeu duas menções no Guinness Book: do primeiro gol mais distante do gol de um toque após uma defesa reposição de jogo e o primeiro jogador de futebol a entrar no livro dos recordes.
Em 1971, ele foi eleito "O negro mais bonito do Brasil", pelo júri da "Discoteca do Chacrinha", o que lhe rendeu um Ford Corcel zero quilometro.

## Clubes
- 1959 nas bases a 1974 Flamengo RJ
- 1969 Fluminense de Feira de Santana Campeão BA.
- 1970 Flamengo RJ.
- 1972 Flamengo RJ-
- 1973 America FC (RJ) Campeonato Carioca / Olaria Atlético Clube Campeonato Brasileiro.
- 1974 Avaí F.Clube Campeão SC. Debutante C. NACIONAL
- 1975 Botafogo F. Regatas 52 jogos Record mundial / Guinnes Book / rev. títulos
- 1982 Itabaiana. Bicampeão SG.

## Gol de goleiro
Esse feito, inédito na época, ocorreu no Estádio Luso Brasileiro na Ilha do Governador, em um jogo contra o Madureira, vencido pelo Flamengo, no dia 19 de setembro de 1970. O mais interessante é que o gol foi de bola chutada desde a área do Flamengo.

## Títulos
Flamengo
- Taça Guanabara: 1970, 1972
- Campeonato Carioca: 1972
- Torneio Quadrangular de Marrocos: 1968
- Troféu Restelo (Portugal): 1968
- Torneio Internacional de Verão do Rio de Janeiro: 1970
- Campeonato Carioca de Aspirantes: 1970
- Troféu General Mendes de Morais (RJ): 1970
- Troféu Ary Barroso (RJ): 1970
- Taça Presidente Médici (DF): 1971
- Troféu Pedro Pedrossian(MT): 1971
- Torneio do Povo: 1972
- Taça Sesquicentenário da Independência do Brasil: 1972
- Torneio Internacional de Verão do Rio de Janeiro: 1972

Botafogo
- Taça Augusto Pereira da Mota: 1975
- Taça José Wânder Rodrigues Mendes: 1976
- Torneio Ministro Ney Braga: 1976
- Torneio Início do Rio de Janeiro: 1977